# Nocna straż (film)
Nocna straż – film fabularny (thriller) koprodukcji brytyjsko-amerykańsko-węgierskiej z 1995 roku w reżyserii Davida Jacksona.

## Fabuła
Do muzeum w Amsterdamie powraca z zagranicznych prezentacji słynny obraz Rembrandta "Nocna straż". Okazuje się jednak, że jest to falsyfikat, a w zuchwałą kradzież zamieszany jest jeden z najgroźniejszych międzynarodowych gangów. Niebawem śladem przestępców podąży super agent Mike Graham (Pierce Brosnan) – jego zadaniem będzie odzyskanie bezcennego dzieła sztuki za wszelką cenę. Towarzyszyć mu będzie piękna agentka Sabrina Carver (Alexandra Paul), która, jak się wkrótce okaże, niejednokrotnie uratuje go przed śmiertelnym niebezpieczeństwem.

## Obsada
- Pierce Brosnan jako Michael 'Mike' Graham
- Alexandra Paul jako Sabrina Carver
- William Devane jako Caldwell
- Michael Shannon jako Martin Schraeder
- Kay Siu Lim jako Mao Yixin